# 玫瑰中國城
24°56′53.04″N 121°29′50.31″E / 24.9480667°N 121.4973083°E
玫瑰中國城，又簡稱玫瑰城，位於台灣新北市新店區安坑地區，原本為塗潭山一處荒涼的山坡地。於1979年動工開發玫瑰中國城，是一個鄰近都市的大型半開放式住宅社區。

## 地理
位於新北市新店安坑地區的安康路二段與安康路三段的路上。玫瑰中國城的範圍橫跨新店區的玫瑰里以及吉祥里，以玫瑰路為界，自玫瑰中國城牌樓向內，右為玫瑰里，左為吉祥里。從玫瑰中國城的如意街往雙城路的方向走或直接從雙城里的雙城路往塗潭山上走就可以抵達二叭子植物園。若從安祥路及安康路二段往塗潭山的方向看，即可看到由玫瑰城、台北小城、黎明清境、達觀社區等大型社區所組成的山城景觀。

## 交通
玫瑰中國城主要道路以安康路一、二、三段為主，在安康路一段、安平路口可連接至福爾摩沙高速公路，而在安康路一段的前段則直接銜接碧潭橋，也是碧潭風景區。
2014年3月29日，新店安坑一號道路第二期工程祥和路至玫瑰路路段完工通車，使得整個交通動線大幅改善。
- 往中永和路線 >> 玫瑰路－安坑一號道－祥和快速道路，轉往南勢角、中永和、新北環快、秀朗橋。
- 往台北市路線 >> 玫瑰路－安坑一號道－祥和快速道路－中安大橋，連接環河快速道路，轉往基隆路、羅斯福路、中華路、市民大道等環河快速道路沿線出口。
- 往烏來路線 >> 玫瑰路－安坑一號道－安康路一段，直接銜接碧潭橋，轉往台9甲線，銜接烏來商圈。
- 網台北市東區 >> 玫瑰路－安坑一號道－安坑交流道，直接銜接國道三號，南下中和交流道，可連接台64線，土城交流道可連接台65線；北上木柵交流道，可連接國道三號甲線連接信義快速道路，直達台北101。

大眾運輸：
- 公車

目前，玫瑰中國城有新店客運648線以及909線，以及隨 安坑輕軌通車而一併通車的臺北客運、大都會客運聯營之安坑2線公車設站。
社區內的公車站站點有：玫瑰中國城（玫瑰里）⇒賓士特區（吉祥里）⇒滿堂彩（玫瑰里）等3個公車站點，上述所有公車在玫瑰路上皆遵循「玫瑰中國城、滿堂彩、賓士特區、玫瑰中國城」之行車順序。
- 捷運
- 安坑輕軌玫瑰中國城站

公家機關：
- 中華郵政公司
  - 新店雙城郵局：新店區安康路三段47號　(02)2215-7065
  - 新店玫瑰城郵局：新店區如意街112號　(02)2214-0502

連鎖商店：
- 美廉社
  - 新店玫瑰二店：新店區玫瑰路16號　(02)2210-1300
- 全家便利商店
  - 新店如意店：新店區如意街29號　(02)2210-1261
  - 新店玫瑰店：新店區玫瑰路58巷1號　(02)2210-3956
- 統一超商
  - 玫瑰門市：新店區玫瑰路58巷4號　(02)2214-5677
- 家樂福超市
  - 新店如意店：新店區如意街95號　(02)2210-4341

宗教設施：
- 基督新教
  - 貴格教會
  - 台灣基督長老教會撒種教會
  - 行道會大地教會
  - 真耶穌教會安康教會
  - 新北市召會玫瑰中國城會所
- 道教（民間信仰）
  - 福德宮
  - 天慈宮

## 軼事

### 海砂屋新聞
名導戴立忍2012年買下新北市玫瑰中國城社區的房屋，裝潢拆除舊隔間時竟發現牆壁漏水、鋼筋裸露，經鑑定確認買到海砂屋。戴立忍發現是海砂屋後，立即停工並將屋退還給仲介，已非屋主。

## 外部連結
- 新店區行政區劃
- 玫瑰中國城社區媒體網Facebook
- 玫瑰藝術城協會（Rose Art Town Association）Facebook／目前為非官方組織
- 蘋果日報 - 戴立忍買海砂屋裝潢損鄰賠4萬 2015/6/16  （页面存档备份，存于）